# Neufchâtel-Hardelot
Neufchâtel-Hardelot é uma comuna francesa na região administrativa de Altos da França, no departamento de Pas-de-Calais. Estende-se por uma área de 20,85 km². Em 2010 a comuna tinha 3 815 habitantes (densidade: 183 hab./km²).